# Alan Wooler
Alan Wooler (Poole, 17 agosto 1953 – 29 marzo 2022) è stato un calciatore inglese, di ruolo difensore.

## Carriera
Formatosi nel Weymouth, nel 1971 viene ingaggiato dal Reading, con cui gioca due stagioni nella Fourth Division inglese.
Nell'agosto 1973 passa al West Ham Utd, club della massima divisione inglese. Esordisce con gli Hammers il 22 dicembre 1973 nella sconfitta casalinga contro lo Stoke City. Con i londinesi vince la FA Cup 1974-1975, pur non giocando alcun incontro. In totale con gli Hammers giocò 4 incontri di campionato e una di FA Cup.
Durante la sua militanza con il West Ham, venne prestato nei periodi di pausa del campionato inglese agli statunitensi del Boston Minutemen, franchigia della NASL. Nella stagione 1974 vinse con i bostoniani la Northern Division. Con i Minutemen la corsa al titolo nordamericano fu interrotta alle semifinali, perse contro i futuri campioni dei L.A. Aztecs. La stagione seguente Woole raggiunse invece i quarti di finale. Nella stagione 1976 non riuscì con i suoi a superare la fase a gironi del torneo.
Dal 1976 al 1984 militò nell'Aldershot, club di quarta serie inglese. Con il suo club sfiorò la promozione in tre occasioni, ottenendo il quinto posto nelle stagioni 1977-1978, 1978-1979 e 1983-1984.
Nei periodi di pausa del campionato inglese si spostò in più occasioni in Finlandia. Nei campionati 1977, 1979 e 1981 giocò con i capitolini del HJK, vincendo la Mestaruussarja 1981 e la Suomen Cup 1981.
In patria terminata l'esperienza all'Aldershot giocò nel Leatherhead e nel Farnborough Town, mentre in Finlandia militò nel FinnPa e nel MPS, ove chiuse la carriera nel 1989.

## Palmarès
- Campionato finlandese: 1

HJK: 1981
- Coppa di Finlandia: 1

HJK: 1981